# Comisión Europea
La Comisión Europea (CE), conocida también como «Ejecutivo comunitario», es una de las siete altas instituciones de la Unión Europea, la cual ostenta el poder ejecutivo y la iniciativa legislativa. Se encarga de elaborar y proponer leyes, tomar decisiones ejecutivas y dirigir la administración comunitaria. Opera de manera independiente a los gobiernos nacionales, representa y defiende los intereses de la Unión, y es responsable políticamente ante el Parlamento Europeo. Tiene su sede en la ciudad de Bruselas, Bélgica. La Comisión Von der Leyen II es el actual Colegio de Comisarios y lo preside la popular alemana Ursula von der Leyen.
Actúa de facto como un «Gobierno de Europa/de la Unión», y se compone de veintisiete miembros llamados comisarios, que a su vez ostentan cada uno una cartera. El Tratado de la Unión Europea establece un número de comisarios correspondiente a dos tercios del número de Estados miembros, a menos que el Consejo Europeo decida modificar dicho número. Sus miembros están obligados a representar los intereses de la UE, no los nacionales. El líder de la institución es el presidente de la Comisión, que es elegido por el Parlamento Europeo por mayoría absoluta de un candidato propuesto por el Consejo Europeo, en función de los resultados de las elecciones europeas. Los otros veintiséis miembros de la Comisión son elegidos por el presidente electo, a partir de propuestas de cada uno de los Estados. Cada comisario elegido y propuesto por el presidente electo, deberá pasar por una comisión jurídica del Parlamento. El presidente electo envía una propuesta final de formación de Colegio de Comisarios al Parlamento Europeo, donde el conjunto se somete a una última votación. 
La Comisión, en su misión de defender el interés común y general de la Unión, se encarga del pleno respeto a los Tratados por parte de todas las administraciones públicas (nacionales o comunitaria) y garantiza la correcta aplicación de la legislación derivada en todo el territorio de la Unión junto al Tribunal de Justicia.  
El término «Comisión» puede designar dos realidades no estrictamente idénticas. Así, puede hacer referencia, por una parte, al conjunto de miembros que la componen en sentido estricto, y que, constituidos en un Colegio de Comisarios, son los depositarios formales de sus poderes; por otra, al conjunto administrativo que los asiste, y que engloba a una oficina ejecutiva compuesta por más de 38 000 funcionarios. Este artículo empleará, preferentemente, el término en el primer sentido institucional apuntado, sin perjuicio de referir la actividad de la administración que dirige y en que se sostiene.
La actual Comisión Von der Leyen tomó posesión de su cargo el 1 de diciembre de 2019, tras la celebración de los comicios del mismo año, sucediendo a la Comisión Juncker.

## Nombramiento y composición
El proceso de nombramiento que los Tratados establecen para la Comisión Europea es, si bien conjunto, de acuerdo al principio de colegialidad rector de la institución, sustancial y temporalmente diferenciable, sin perjuicio del nombramiento final único y simultáneo de todos sus miembros. El procedimiento es complejo, como la propia institución, si bien evoluciona con cada vez mayor contundencia hacia un sistema de confianza parlamentaria. El mecanismo, que da comienzo tras las elecciones al Parlamento Europeo, puede exponerse con arreglo a las siguientes fases:
- Elección del presidente de la Comisión:
  - Tras la constitución solemne del nuevo Parlamento Europeo, el Consejo Europeo iniciará, por medio de su presidente, una amplia ronda de consultas con las fuerzas políticas resultantes, internamente constituidas en grupos parlamentarios en la Cámara, y externamente sostenidas por los partidos políticos a escala europea, de acuerdo con el peso que les corresponda en la nueva configuración política. En esta tarea contará con el apoyo y la mediación del nuevo presidente del Parlamento Europeo.
  - Teniendo en cuenta dichas consultas y el resultado de las elecciones, el presidente elevará una propuesta al Consejo Europeo y la someterá su consideración.
  - Con base en la propuesta de su presidente, el Consejo Europeo adoptará, por mayoría cualificada, una decisión por la que se proponga al Parlamento Europeo un candidato a la presidencia de la Comisión. Según el artículo 214 del Tratado constitutivo de la Unión Europea de 25 de marzo de 1957.
  - El candidato propuesto por el Consejo Europeo comparecerá ante el Parlamento para exponer su programa de gobierno para un mandato quinquenal. A continuación se someterá al candidato a un debate de investidura.
  - Tras la comparecencia y el debate, el Parlamento Europeo someterá a votación la candidatura propuesta por el Consejo Europeo. Si el candidato obtuviese la confianza de la Cámara, el candidato se considerará elegido presidente de la Comisión. Si le fuere denegada, el Consejo Europeo deberá reiniciar la fase de consultas. Para obtener la confianza parlamentaria, el presidente requiere de la mayoría absoluta favorable a su elección.

- Nombramiento del alto representante de la Unión para Asuntos Exteriores y Política de Seguridad (AR): tras la elección por el Parlamento Europeo del presidente de la Comisión, el Consejo Europeo por mayoría cualificada nombrará, de acuerdo con el presidente electo de la Comisión, al AR, que será un vicepresidente de la Comisión, y en cuyo seno se encargará de la llevanza de las relaciones internacionales y coordinará, bajo la supervisión y la autoridad del presidente, la acción exterior de la Unión Europea.

- Designación del resto de los comisarios:
  - Tras su investidura, los Gobiernos de los Estados de la Unión establecerán con el presidente electo de la Comisión consultas ordenadas a coordinar una adecuada composición del Colegio de Comisarios, y propondrán a este efecto personalidades que reúnan un alto grado de compromiso europeo y una acreditada capacitación política para ser miembros de la Comisión Europea.
  - Con el acuerdo del presidente electo, el Colegio adoptará una lista única que incluya personalidades procedentes de cada uno de los Estados miembros, incluidos el presidente electo y el alto representante.
  - El Consejo devolverá esa lista al Presidente electo de la Comisión, que distribuirá entre sus miembros el reparto de las responsabilidades (carteras o departamentos) que incumben a la Comisión, y designará asimismo vicepresidentes distintos del alto representante.
  - Los miembros así designados comparecerán en audiencias individuales ante las correspondientes comisiones sectoriales del Parlamento Europeo, donde se someterán a las preguntas de sus diputados.
  - Cada comisión parlamentaria emitirá un informe de evaluación sobre el comisario designado que ante ella haya comparecido, y lo elevará a la consideración del pleno. Es digno de resaltarse que, hasta la fecha, todos los comisarios designados que han recibido un dictamen desfavorable de las comisiones parlamentarias han sido posteriormente retirados de la lista propuesta y sustituidos por otro de su misma nacionalidad, revelándose así la importancia política real de las audiencias.

- Investidura y nombramiento del Colegio de Comisarios:
  - Concluida la fase de audiencias, el Colegio de Comisarios así designado se somete conjuntamente al voto de aprobación del pleno del Parlamento Europeo.
  - Tras la aprobación del Parlamento por mayoría simple, el Consejo Europeo procederá al nombramiento de la Comisión Europea por mayoría cualificada de votos, y sus miembros prestarán juramento a los Tratados.

Como resultado de este sistema dispuesto por los Tratados, la Comisión está compuesta por un miembro procedente de cada Estado miembro. Dado que la Unión está compuesta de 27 Estados, el actual ejecutivo comunitario consta de 27 miembros, incluidos su presidente, el alto representante y demás vicepresidentes y el resto de comisarios.

## Responsabilidad política

### Control parlamentario
La Comisión, como cualquier poder ejecutivo, tiene una responsabilidad política ante el poder legislativo que lo ha investido, en este caso, el Parlamento Europeo, es ante el cual tiene que responder y rendir cuentas cuando éste le someta al control parlamentario.

### Cese
El presidente, el Colegio de Comisarios y los comisarios pueden cesar colectiva o individualmente, en tres circunstancias:
- Renuncia/dimisión: el Colegio (colectivamente) o los miembros (individualmente) podrán presentar su dimisión ante el presidente de la Comisión. Asimismo, el presidente podrá presentar su dimisión ante el presidente del Consejo Europeo.
- Expiración de mandato: el mandato natural de una legislatura es de 5 años.
- Moción de censura: De conformidad con el artículo 17.8 del TUE, el artículo 234 del TFUE y el artículo 119 del reglamento interno del Parlamento;[6][7]
  - 1. La décima parte de los diputados que componen el Parlamento podrá presentar ante el presidente de la Cámara una moción de censura a la Comisión. Cuando se haya votado una moción de censura en los dos meses anteriores, cualquier nueva moción presentada por menos de una quinta parte de los diputados que componen el Parlamento será inadmisible.
  - 2. La moción deberá denominarse «moción de censura» y estar motivada. Se transmitirá a la Comisión.
  - 3. El presidente anunciará a los diputados la presentación de una moción de censura en cuanto la haya recibido.
  - 4. El debate sobre la censura no tendrá lugar hasta transcurridas veinticuatro horas como mínimo desde que se comunique a los diputados la presentación de la moción de censura.
  - 5. La votación sobre la moción será nominal y no tendrá lugar hasta transcurridas cuarenta y ocho horas como mínimo desde el comienzo del debate.
  - 6. Sin perjuicio de lo dispuesto en los apartados 4 y 5, el debate y la votación se celebrarán, a más tardar, durante el período parcial de sesiones siguiente a la presentación de la moción.
  - 7. De conformidad con el artículo 234 del Tratado de Funcionamiento de la Unión Europea, la moción de censura se aprobará por mayoría de dos tercios de los votos emitidos que representen, a su vez, la mayoría de los diputados que componen el Parlamento. El resultado de la votación se comunicará al presidente del Consejo Europeo y al presidente de la Comisión.

Asimismo, cabe el cese individual de los comisarios, que (excluidos los casos anteriores, de cese colectivo) puede producirse por fallecimiento, incapacitación política en virtud de sentencia del Tribunal de Justicia de la Unión Europea, dimisión voluntaria y dimisión forzosa por petición del presidente de la Comisión.
La Comisión o, individualmente, el comisario cesado permanecerá en funciones en el ejercicio de su cargo hasta el nombramiento de una nueva Comisión o, en su caso, del nuevo comisario. El Colegio que haya entrado en funciones se limitará a despachar los asuntos ordinarios y a la eventual adopción de medidas de urgencia sobrevenida. Se abstendrá en su actuación, en lo posible, de todo comportamiento o resolución que pueda condicionar gravemente las condiciones políticas o presupuestarias del Colegio que lo suceda.

## Funciones y poderes

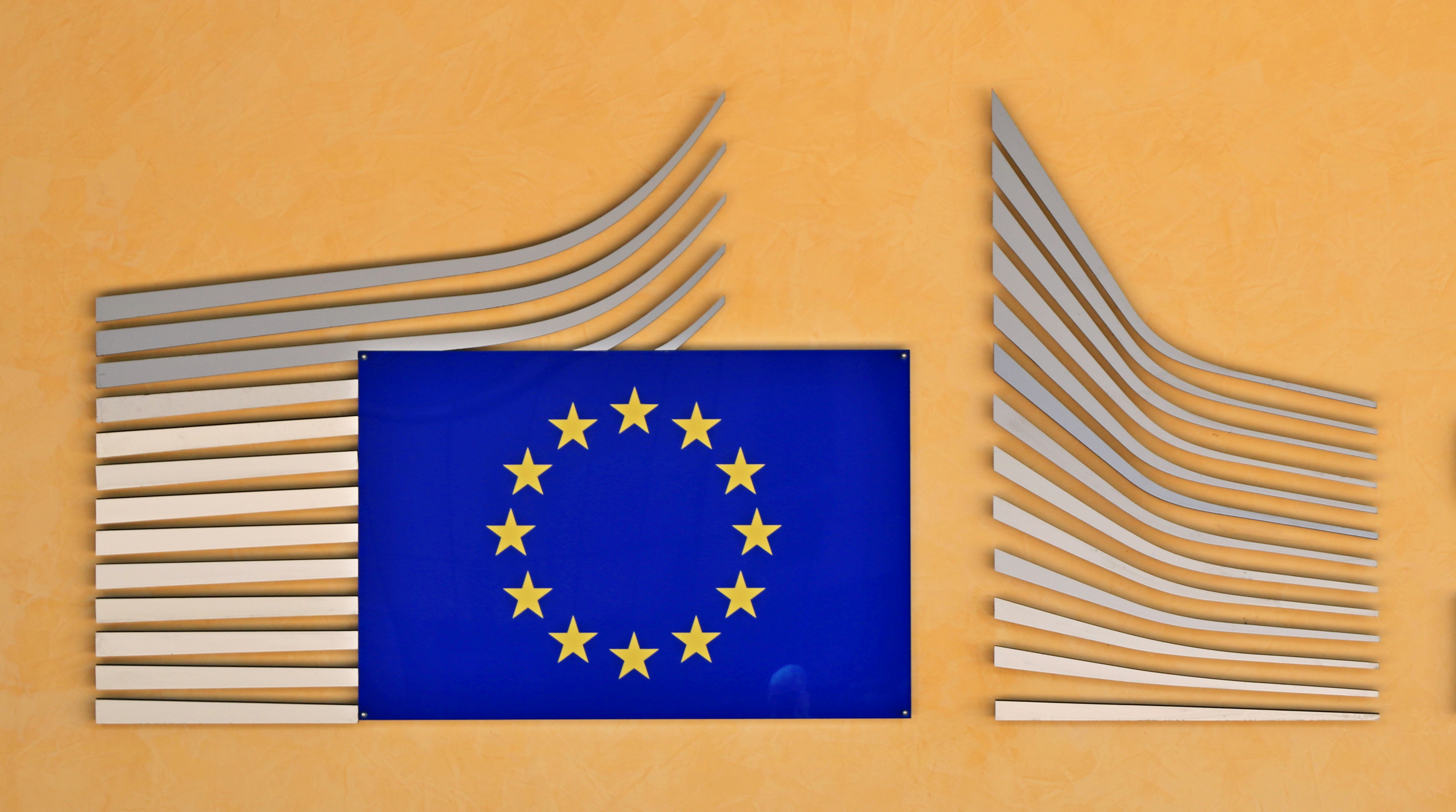
Logotipo de la Comisión Europea en la entrada del Berlaymont (evocación estilizada del edificio).

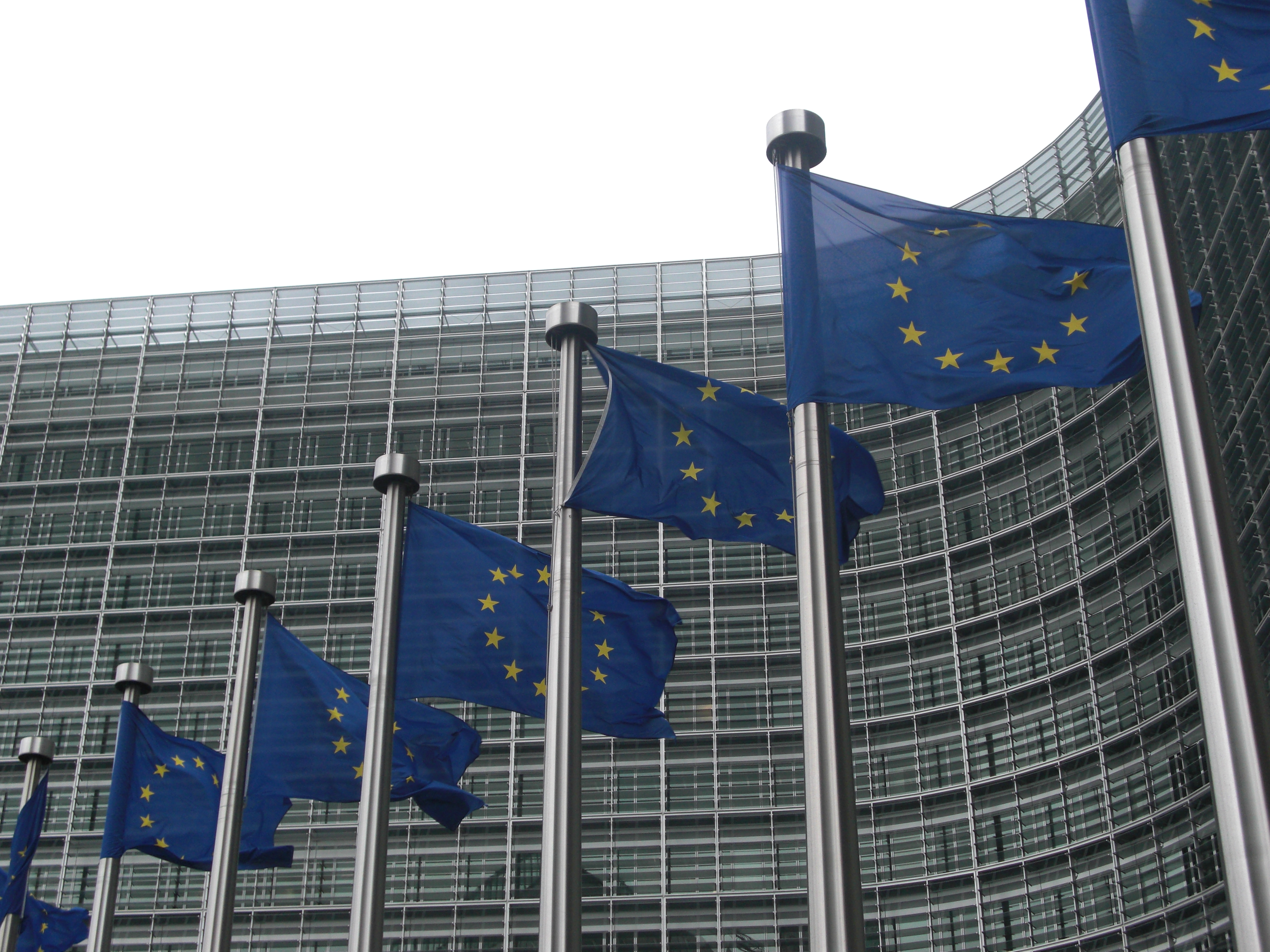
Banderas de la Unión Europea ante el Berlaymont.

De conformidad con los Tratados, es misión principal de la Comisión la de promover el interés general de la Unión en su conjunto, adoptando para ello las iniciativas adecuadas. En el marco de esta función rectora, la Comisión tiene atribuidas las siguientes funciones:
- es la guardiana de los Tratados, y velará por su respeto y por el efectivo cumplimiento de todo el Derecho de la Unión, que supervisará bajo el control y con el auxilio del Tribunal de Justicia;
- ejerce funciones de coordinación, ejecución y gestión de las políticas de la Unión;
- tiene encomendada la representación exterior de la Unión, sin perjuicio de las atribuciones, en su nivel y condición, correspondan al presidente del Consejo Europeo y al alto representante de la Unión para Asuntos Exteriores y Política de Seguridad en el ámbito de la política exterior y de seguridad común;
- es la responsable de promover los acuerdos y la cooperación interinstitucional.

En el cumplimiento de estas funciones, la Comisión tiene atribuidos los siguientes poderes y competencias:
- es depositaria del monopolio de la iniciativa legislativa, sin perjuicio de las excepciones que al respecto establecen los Tratados para determinados ámbitos en determinados casos; pero no tiene potestad legislativa en sí misma, sino la iniciativa legislativa que es diferente.
- tiene capacidad de iniciativa política ante cualquier institución y respecto de cualquier materia o ámbito político;
- es responsable de la ejecución del presupuesto comunitario y de la gestión de todos sus programas.

En el ejercicio de sus responsabilidades la Comisión Europea está sujeta al más estricto principio de independencia política, y de acuerdo a este ninguno de sus miembros solicitará ni atenderá instrucciones o directrices de ningún gobierno, institución, órgano u organismo, y se abstendrán de todo acto incompatible con sus obligaciones o con el desempeño de sus funciones, de acuerdo con el apartado 3º del artículo 17 del Tratado de la Unión. De conformidad con el principio de cooperación leal, la Comisión deberá contar con la asistencia de los Estados miembros y de todas las instituciones de la Unión para el correcto ejercicio de sus funciones.

## Estructura y funcionamiento
La Comisión Europea, como quedó dicho, no consta únicamente de los 27 miembros que integran la institución constitucional, el llamado Colegio de Comisarios. Está integrada por todo un cuerpo administrativo de algo más de 38 000 funcionarios cuya función es asistirlo y actuar como brazo ejecutivo del Colegio. Esta administración se estructura en varios niveles que, ordenados de manera jerárquica y funcional, pueden referirse de la siguiente manera.

### Colegio de Comisarios

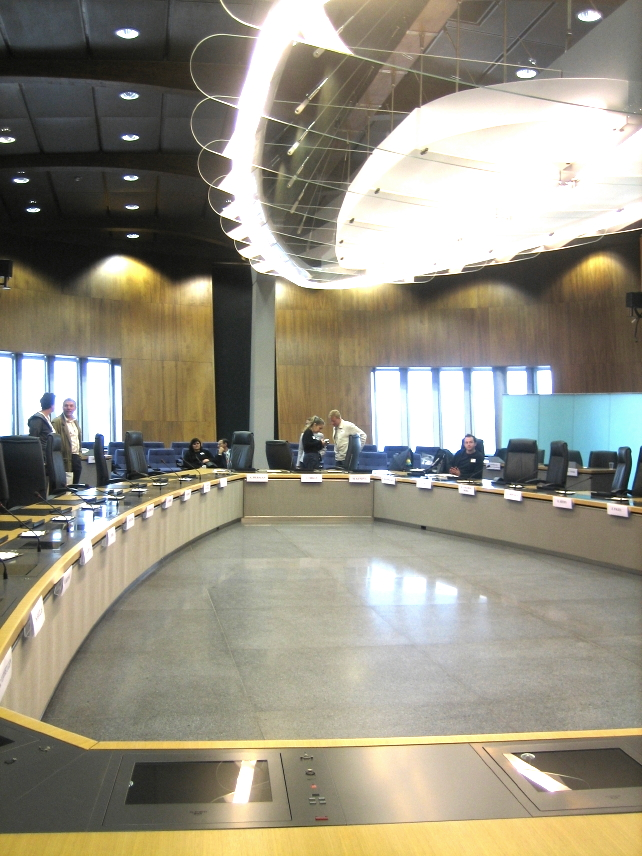
Sala de reuniones del Colegio de Comisarios (Edificio Berlaymont).

El Colegio de Comisarios de la Unión es el máximo órgano constitucional de la Comisión Europea al que hacen referencia los Tratados, en el que reside el poder ejecutivo de la Unión; es, asimismo, el más alto órgano director de la Administración comunitaria. Está integrado por 27 miembros, procedentes cada uno de un Estado de la Unión. Funcionan internamente de acuerdo con el principio más característico de la Comisión (que lo es también de todos los gobiernos del mundo que se componen de gabinetes ejecutivos/Consejo de Ministros): el principio de colegialidad. Este principio implica que la Comisión ejerce sus funciones conjuntamente y que políticamente responde, en consecuencia, de manera solidaria por las decisiones que adopta el Colegio, sin perjuicio de la responsabilidad individual que pueda imputarse a cada uno de sus integrantes. Esta responsabilidad se ejerce ante el Parlamento Europeo, que es la institución legisladora ante quien responde y rinde cuentas, y la encargada por los Tratados del control político y presupuestario de la Administración comunitaria, y en consecuencia del ejecutivo comunitario. El Colegio se reúne todos los miércoles en el Berlaymont, bajo la dirección del presidente de la Comisión Europea.
El Colegio de Comisarios está integrado, en su configuración actual, por:
- El presidente de la Comisión, que lo preside.
- Ocho vicepresidentes de la Comisión, entre los cuales hay:
  - Tres vicepresidentes ejecutivos.
  - Un Alto Representante de la Unión para Asuntos Exteriores.
- Otros dieciocho Comisarios europeos, todos ellos con carteras.

Los 27 miembros de la Comisión Europea tienen, como queda apuntado, distintas responsabilidades en relación con el funcionamiento interno y la representación institucional. Estas funciones específicas, que se ven reflejadas en el proceso de nombramiento diferenciado y en el peso político específico de sus miembros, vienen de la mano del nivel jerárquico interno y externo de los mismos, reconducibles de la siguiente forma.
Grupos de comisarios
Desde el 1 de diciembre de 2019, con la Comisión Von der Leyen, se crean por primera vez los "grupos de comisarios", destinados para hacer cumplir las prioridades políticas que el presidente de la Comisión fijó.
Actualmente existen seis grupos :
- Pacto Verde Europeo
  - Maroš Šefčovič (Relaciones Interinstitucionales y Prospectiva)
  - Stella Kyriakides (Salud y Seguridad Alimentaria)
  - Adina Vălean (Transportes)
  - Kadri Simson (Energía)
  - Virginijus Sinkevičius (Medio Ambiente, Océanos y Pesca)
  - Janusz Wojciechowski (Agricultura)
  - Elisa Ferreira (Cohesión y Reformas)
  - Wopke Hoekstra (Acción por el Clima)
- Una Europa Adaptada a la Era Digital
  - Margrethe Vestager (Competencia)
  - Thierry Breton (Mercado Interior)
  - Nicolas Schmit (Empleo y Derechos Sociales)
  - Didier Reynders (Justicia)
- Una economía al servicio de las personas
  - Valdis Dombrovskis (jefe del grupo de comisarios)
  - Nicolas Schmit (Empleo y Derechos Sociales)
  - Paolo Gentiloni (Economía)
  - Elisa Ferreira (Cohesión y Reformas)
  - Mairead McGuinness (Servicios Financieros, Estabilidad Financiera y Unión de los Mercados de Capitales)
- Una Europa más fuerte en el Mundo
  - Josep Borrell (Asuntos Exteriores y Política de Seguridad)
  - Olivér Várhelyi (Vecindad y Ampliación)
  - Janez Lenarčič (Gestión de Crisis)
  - Jutta Urpilainen (Asociaciones Internacionales)
- Promoción de nuestro modo de vida europeo
  - Margaritis Schinas (jefe del grupo de comisarios)
  - Helena Dalli (Igualdad)
  - Ylva Johansson (Transportes)
  - Stella Kyriakides (Salud y Seguridad Alimentaria)
  - Nicolas Schmit (Empleo y Derechos Sociales)
- Un nuevo impulso a la democracia europea
  - Věra Jourová (Valores y Transparencia)
  - Didier Reynders (Justicia)
  - Maroš Šefčovič (Relaciones Interinstitucionales y Prospectiva)
  - Dubravka Šuica (Democracia y Demografía)
  - Helena Dalli (Igualdad)

Lisboa y el Colegio
Tras la entrada en vigor, el 1 de diciembre de 2009, del Tratado de Lisboa, a partir de 2014 el Colegio de Comisarios está integrado por un total de miembros que equivalen a los dos tercios del número de Estados de la Unión. Su procedencia viene determinada por un sistema de rotación igual y geográficamente equilibrada, de forma tal que cada Estado tiene un miembro propio en la Comisión en dos de cada tres legislaturas. Con ello se persigue reforzar la colegialidad de la Institución, acentuando la independencia de sus miembros y la desvinculación del Colegio y los Estados, y sobre todo se busca aumentar la eficacia de la Comisión en su funcionamiento interno, evitando los Colegios hipertróficos que se venían dando desde la ampliación al Este en 2004.
No obstante, la efectiva aplicación de estas disposiciones del Tratado ha quedado seriamente en entredicho tras el resultado negativo del primer referéndum en Irlanda sobre el Tratado de Lisboa. Para obtener su aprobación en una segunda consulta, el Gobierno irlandés negoció la suspensión aplicativa de esta reducción, acordándose al efecto recurrir a una cláusula en contrario posibilitada por el propio Tratado, mediante acuerdo unánime del Consejo Europeo.

### Presidente de la Comisión

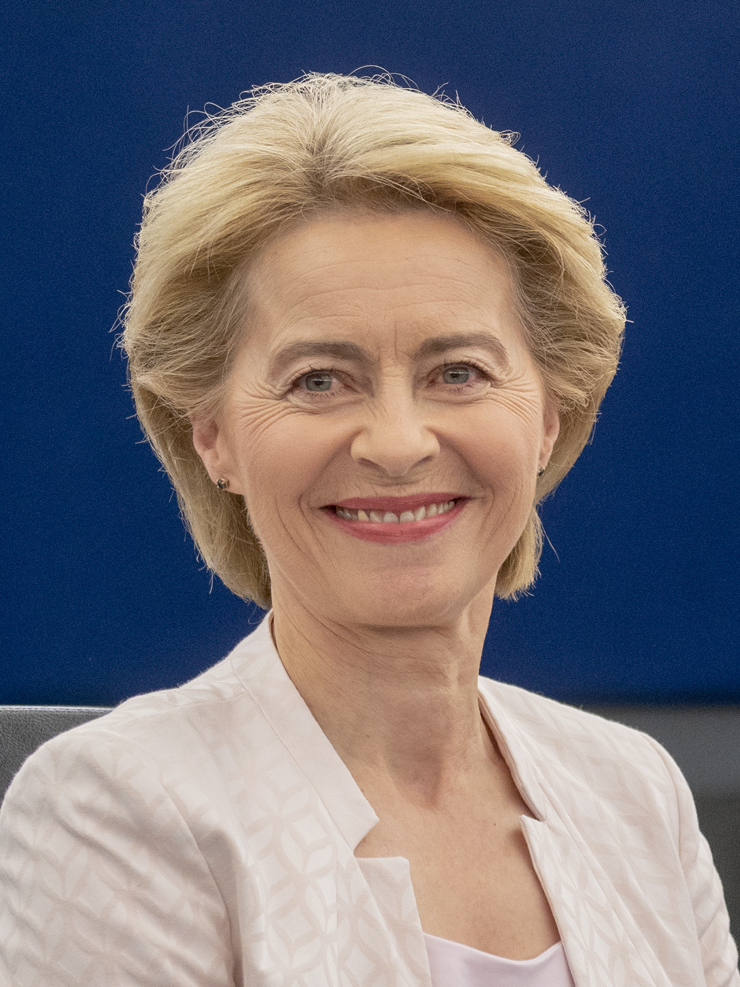
Von der Leyen, actual presidenta de la Comisión Europea (desde el 1 de diciembre de 2019).

Es el dirigente máximo de la institución, ostenta la máxima representación de la misma y ocupa el primer puesto en la cadena de jerarquía, preeminencia que viene reforzada por la legitimidad democrática directa e individualizada que le aporta al cargo su elección directa por el Parlamento Europeo. El presidente de la Comisión es miembro también del Consejo Europeo. Conforme a su posición principal, es quien adopta, con el Consejo, la lista de miembros restantes de la Comisión, y quien reparte entre ellos las «carteras» departamentales. Puede asimismo exigir la dimisión forzosa de cualquiera de los miembros del Colegio. A él corresponde pues:
- La dirección política del Colegio;
- La definición de las orientaciones generales con arreglo a las cuales la Comisión desempeñará sus funciones.
- La determinación de la organización interna de la Comisión, velando por la coherencia, la eficacia y la colegialidad de su actuación.
- El nombramiento de entre sus integrantes de vicepresidentes distintos del alto representante.
- La máxima dirección del personal funcionario y administrativo de la institución.
- La más alta representación institucional de la Comisión.

Gran parte del impulso político a la integración europea ha venido determinado por la fuerza del ejecutivo comunitario, y en particular por el peso específico y el carácter de sus presidentes, como pudo comprobarse durante las comisiones presididas por Jacques Delors. Examinar el perfil y las iniciativas de las personas que han ocupado y ocupan este cargo es una indicación del estado de ímpetu en el que se encuentra esta.
Desde el 1 de diciembre de 2019, el cargo lo ocupa la alemana Ursula von der Leyen, sustituyendo a su predecesor Jean-Claude Juncker.
Los despachos de la Presidencia se encuentran en el edificio Berlaymont de Bruselas. Están coordinados desde la Oficina del Presidente, dirigida por su jefe de Gabinete, y que integra al propio Gabinete del Presidente, una Secretaría General con autonomía funcional, una Oficina de Consejeros de Política Europea, un Servicio de Portavoces y el Servicio Jurídico de la Comisión.

### Vicepresidentes
Los vicepresidentes son nombrados por el presidente de la Comisión de entre sus miembros. Uno de ellos ha de ser necesariamente el alto representante. El papel específico que estos vicepresidentes desempeñan en la Comisión es difuso. Sus departamentos están más vinculados a la presidencia de la Comisión, a la que sirven más directamente, y su valor añadido se traduce más en un peso político mayor en el seno del Colegio que en una atribución competencial o funcional concreta. Su rango protocolario y su salario son, eso sí, superiores a los del resto de comisarios. En la actual configuración del Colegio que dibujan los Tratados, pueden clasificarse las vicepresidencias en tres subtipos:

#### Vicepresidente primero
Es usual que el presidente realce a uno de los vicepresidentes por encima del resto, si no explícitamente, sí al menos mediante la atribución de funciones de coordinación más intensas que las del resto de vicepresidentes. Es costumbre que en el vicepresidente primero recaiga la responsabilidad de dirigir la Dirección General (DG) de Comunicación de la Comisión Europea.
Actualmente, el cargo es ejercido por Margrethe Vestager que ostenta la cartera de Competencia.

#### Alto representante
Es la persona que está al frente de la política exterior y de seguridad común de la Unión, incluyendo la política común de seguridad y defensa. Es también presidente del Consejo de Asuntos Exteriores, y participa de los trabajos del Consejo Europeo. El alto representante es, con carácter nato, uno de los vicepresidentes de la Comisión Europea. Dentro de la misma le corresponde:
- El despacho de las responsabilidades que incumben a la Comisión en el ámbito de las relaciones internacionales.
- La coordinación de los demás aspectos de la acción exterior de la Unión en el seno de la Comisión.

En el ejercicio de sus funciones como comisario y vicepresidente, el alto representante se ajustará a los procedimientos por los que se rige el funcionamiento de la Comisión.
Actualmente, el cargo es ejercido por el español Josep Borrell, sustituyendo a su predecesora Federica Mogherini.

#### Otros vicepresidentes
Desde el nombramiento de José Manuel Durão Barroso como presidente de la Comisión, se ha generalizado la situación de una Comisión con múltiples vicepresidentes. Esta ordenación directiva, criticada por muchos como una «superinflación» vicepresidencial se ha visto recrudecida en la Comisión Barroso II con la aparición de siete vicepresidentes.
Actualmente, además del vicepresidente primero y del alto representante, existen otros seis comisarios con rango de vicepresidentes de la Comisión.

### Comisarios
Los demás miembros de la Comisión tienen el título de comisarios, y tienen atribuidas las competencias y los servicios que decida asignarles el presidente de la Comisión a través de la carta de nombramiento que envía a los titulares y al Parlamento Europeo. Pueden ejercer individualmente funciones ejecutivas si así lo autorizan el Colegio o su presidente. Los comisarios deben presentar su dimisión si se lo pide el presidente. 
Se puede hacer un paralelismo claro entre los comisarios y los ministros.

#### Carteras
Cada comisario es responsable de los departamentos (direcciones generales y servicios) y, en su caso, agencias ejecutivas que les asigne el presidente en su carta de nombramiento. En ocasiones un mismo departamento servicio puede estar sujeto a dos o más comisarios. Estos ámbitos competenciales se conocen en la jerga comunitaria por el nombre de «carteras», y dado que no tienen estructura administrativa propia, son gestionados por el propio comisario y, en su nombre, por su Gabinete. Pueden existir comisarios sin cartera (sin departamento ni servicio alguno a su cargo), pero esa es una situación que no se ha presentado desde la Comisión Prodi (1999-2004).

## Departamentos y servicios
Los trabajos de la Comisión Europea se desarrollan siguiendo un método de desconcentración funcional, mediante el reparto especializado de las tareas entre las distintas ramas de una estructura interna compleja, que conforma la Comisión en el sentido de Administración comunitaria, y que podríamos clasificar en diferentes niveles. La Comisión se compone de 33 direcciones generales, incluida una Secretaría General, y de 11 servicios. Las direcciones generales se dividen a su vez en direcciones, y estas en unidades. La Comisión comprende a su vez una serie de agencias ejecutivas, adscritas pero de funcionamiento autónomo. Todas estas oficinas y sus funcionarios conforman el llamado Servicio Civil, que forma parte de la Administración comunitaria. Los departamentos y funcionarios del Servicio Civil se reparten entre las 27 carteras, al frente de cada uno de los cuales se encuentra un miembro del Colegio. Los servicios pueden ser centrales o departamentales, y están dirigidos por un jefe de Servicio nombrado por el comisario del ramo.

### Secretaría General
La Secretaría General (SG) es uno de los servicios centrales de la Comisión, y tiene por misión la de facilitar y agilizar el funcionamiento interno de la institución. Está directamente adscrita al departamento del presidente de la Comisión y a su cabeza se encuentra un secretario general nombrado directamente por aquel, que es invitado con voz pero sin voto a las reuniones semanales del Colegio de Comisarios. Actualmente la secretaria general de la Comisión es Ilze Juhansone.
La SG atiende los requerimientos de todo el Colegio de Comisarios y de los servicios en su conjunto, asistiendo en particular al presidente y los vicepresidentes. Gestiona asimismo el proceso colegial de toma de decisiones y supervisa la adecuación de todas las políticas comunitarias a las prioridades y directrices fijadas por el presidente de la Comisión. Coordina también la integración de las políticas transversales y asegura la coherencia interdepartamental. Es el servicio encargado de las gestiones interinstitucionales y de las relaciones del Colegio con las delegaciones diplomáticas.

### Direcciones Generales
Las Direcciones Generales (DG) son los departamentos en el que se dividen las diferentes áreas ejecutivas de responsabilidad, subordinados cada uno a un comisario. Actualmente existen 34 DG que se dividen en cuatro grupos: DG de Política, DG de Relaciones Exteriores, DG de Servicios Generales y DG de Servicio Interno. Internamente, se hace referencia a las DG por sus abreviaturas. 
Están dirigidas por un director general y por su adjunto. Los directores generales son responsables de la gestión de administración y personal de su DG y de la ejecución operativa de sus presupuestos anuales. Las DG están a su vez divididas en direcciones, y estas en unidades.
A diferencia de otras estructuras administrativas al uso en las organizaciones políticas nacionales, las DG de la Comisión, asimilables a las secretarías de Estado y ministerios adjuntos o delegados de muchos Estados, son servicios de funcionamiento transversal, que pueden estar adscritos a un comisario o departamento concretos o a varios de ellos. Esta organización horizontal persigue sostener una mayor coherencia en la acción política de los distintos comisarios y de sus respectivos departamentos.

### Gabinetes
Se trata de órganos de designación enteramente política, cuya función es la de asistir políticamente en todo al comisario del ramo. Cada miembro de la Comisión dispone de su propio gabinete (en la actualidad son, pues, 27), y estos se componen de un jefe de Gabinete, un jefe Adjunto, consejeros especiales y asesores, todos de libre elección por el comisario; en total suelen estar integrados por equipos de unas 15 a 20 personas.
Dado que las llamadas «carteras» son encomiendas meramente funcionales sin más apoyo administrativo propio que el de los gabinetes de los comisarios, corresponde a estos la coordinación general de los departamentos y servicios puestos bajo la autoridad común de un mismo comisario. Los gabinetes carecen por completo de potestades ejecutivas, que reposan únicamente en los departamentos propiamente dichos (direcciones generales y servicios de la Comisión).
Los gabinetes disponen de un secretariado propio y de un equipo de portavoces, que se integran en representación de los comisarios en la estructura común del Servicio de Portavoces de la Comisión. Los gabinetes son el órgano interno más netamente político de la administración europea, y sus miembros no tienen la consideración de funcionarios.

### Servicios de la Comisión
Las DGs coexisten con los llamados servicios (9 en la actualidad), órganos administrativos de funciones más generales o que afectan a toda la Comisión en su conjunto, cuyo peculiar funcionamiento hace aconsejables métodos de trabajo y una estructura interna algo diferentes —por lo general con mayor autonomía administrativa— a los de las DGs ordinarias, si bien se sitúan al mismo nivel. Estas estructuras están a su vez compuestas por direcciones de servicio y unidades de servicio. Al frente de cada servicio se encuentra un jefe de Servicio, con rango de director general. Pueden ser de dos tipos:
- Centrales o comunes (caso de la OLAF);
- Integradas en la estructura de algún departamento en concreto (caso de Eurostat).

### Agencias ejecutivas
La Comisión puede también delegar el ejercicio de determinadas funciones o la aplicación de determinados programas en agencias ejecutivas de administración desconcentrada. La gestión de la Agencia está encomendada a un Comité de Dirección de cinco miembros, incluido el director de la agencia, nombrados por el Colegio. Este comité adopta un elenco de objetivos concretos y distribuye el presupuesto anual de la agencia entre sus distintos programas; responde en última instancia ante el Colegio de Comisarios, que supervisa su actividad mediante métodos de evaluación específica de resultados y a través de las auditorías ordinarias de la Comisión. El sistema de agencias en la práctica está sustituyendo los funcionarios por agentes contractuales, que cobran aproximadamente 2000 euros menos que los funcionarios y tienen menor protección social. La aparición de los agentes contractuales coincidió temporalmente con la adhesión de numerosos países del Este en 2004.